# مضخة حقن

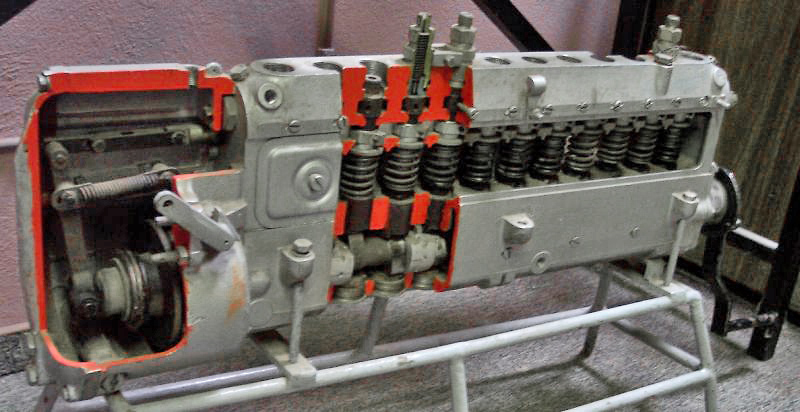
مضخة حقن في محرك ديزل ذو 12 اسطوانة

مضخة الحقن هو جهاز يُستخدم لضخ وقود الديزل داخل ااسطوانات محرك الديزل، وعادة ما يتم إدارة مضخة الحقن تلك بطريقة غير مباشرة بواسطة تروس تُدار بواسطة سير مُسنن أو سلسلة موصلين بعمود الكرنك وعادة ما يكون السير هو سير المؤقت الذي يقوم بإدارة عمود الكامات أيضًا، وتدور المضخة بنصف سرعة دوران عمود الكرنك وذلك في المحركات الديزل رباعية الأشواط، وتوقيت مضخة الحقن يعني أن الوقود يتم ضخه قبل أن يصل المكبس إلى النقطة الميتة العليا للاسطوانة أثناء شوط الانضغاط.

## الأمان
بسبب الحاجة إلى ضغط الوقود في بيئة ذات ضغط مرتفع فيجب أن يكون الحقن بضغط أكبر من ضغط الاسطوانة، لذلك فإن المضخة تُضخ الوقود بضغط يقدر بحوالي 100 ميجا باسكال وأكبر من ذلك في الأنظمة الحديثة، ولهذا السبب فيجب الاهتمام أثناء تشغيل أنظمة الديزل، حيث أن تسرب الوقود من النظام بضغط مماثل يمكن أن يؤدي إلي تمزق في الجلد والملابس ويُحدث إصابات خطيرة للعمال قد تؤدي إلى بتر الأطراف.

## التصميم

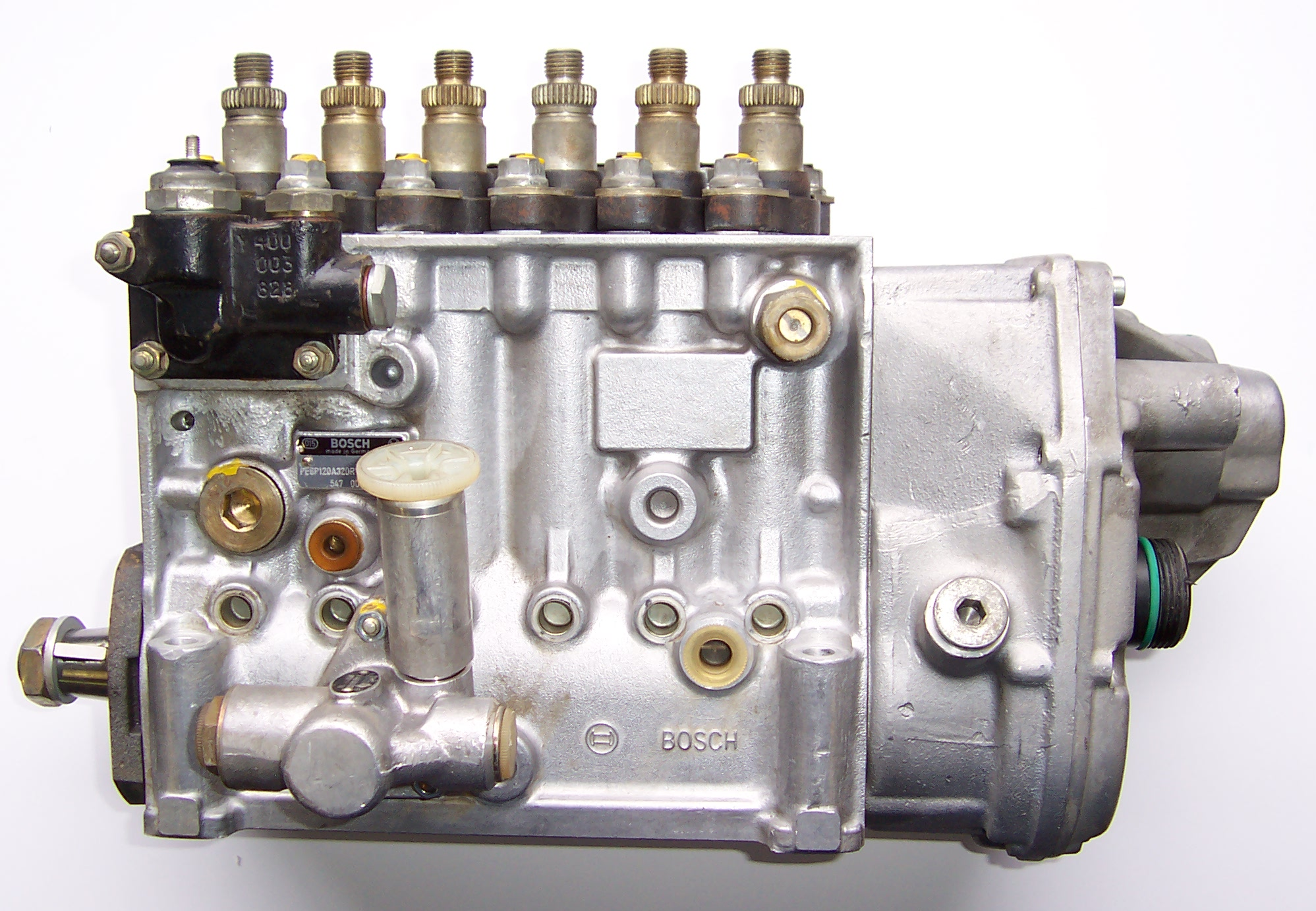
مضخة حقن مستقيم للديزل في المحرك

كانت المضخات في أول تصنيعها تُصمم بحيث يتم الضخ بشكل مستقيم عبر سلسلة من اسطوانات الحقن كأنها محرك مُصغر، وللمكابس حجم شوط ثابت بينما حجم فتحة الحقن يتم التحكم فيها بواسطة دوران الاسطوانات في اتجاه عكسي لفتحة الشحن الني تُحاذي الشق اللولبي في الاسطوانة، وعندما تدور جميع الاسطوانات معًا، يختلف حجم فتحة الحقن لكل اسطوانة حسب الحاجة لتلبية قدرة أكبر أو أقل للمحرك، ومازالت تلك المضخات مُفضلة في المحركات ذات الاسطوانات المتعددة مثل محركات الشاحنات والمركبات الزراعية والمحركات الثابتة للمعدات الثقيلة.

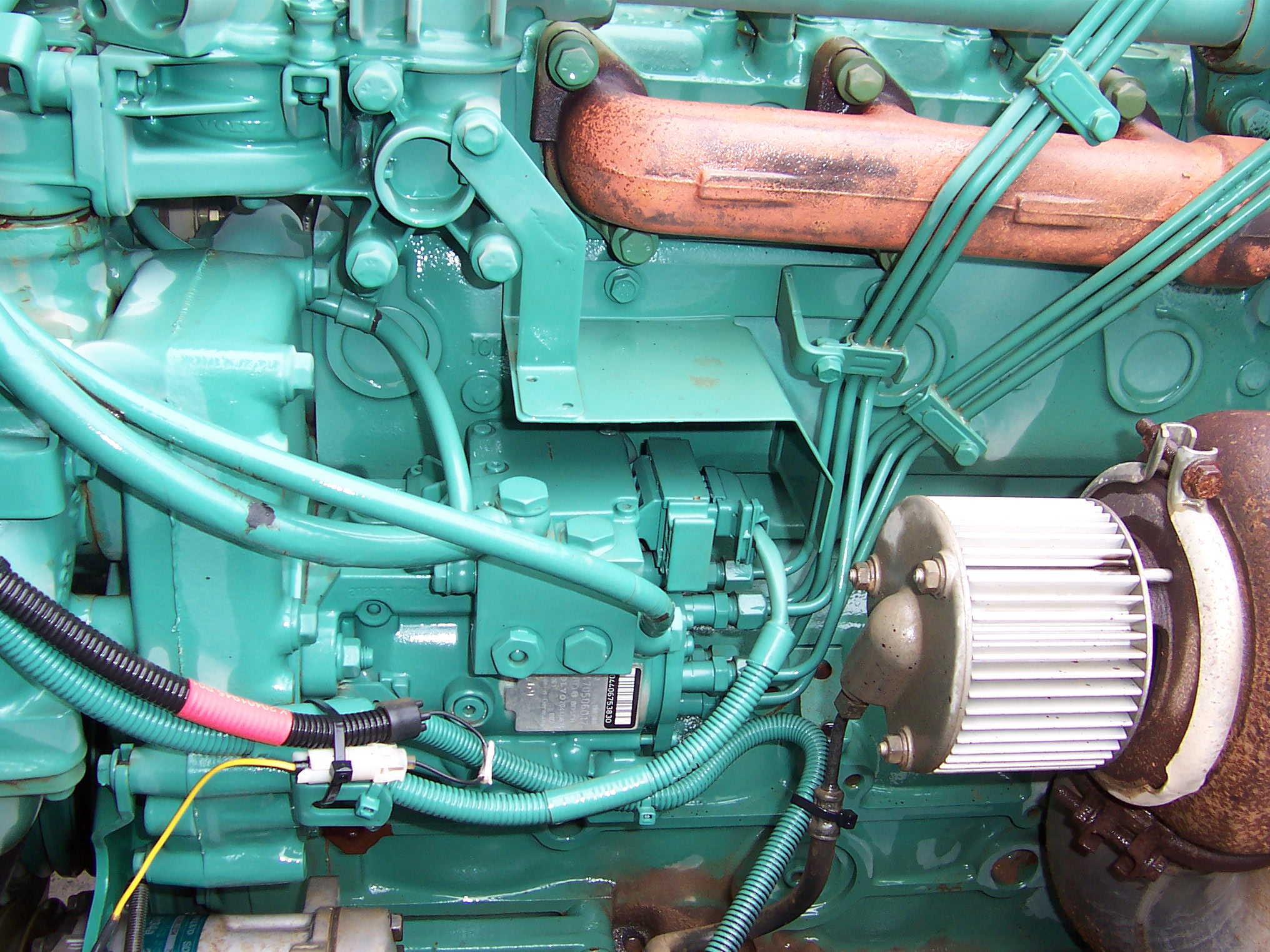
مضخة ديزل تعمل بالحقن الموزع.

وللاستخدام في السيارات والشاحنات الصغيرة، فيتم استخدام مضخات دورانية أو مخضات ذات موزع، حيث أنها تستخدم اسطوانة حقن واحدة يتم إدارتها بواسطة سير ، وتقوم الاسطوانة بحقن الوقود داخل مسارات الوقود كل علي حدى بواسطة صمام دوار مُوزع، وفي المضخات الحديثة المُنتجة بواسطة شركة بوش تم ربط تغير توقيت الحقن بسرعة عمود الكرنك وذلك لتحقيق قدرة أكبر عند سرعات العمود الكبيرة وقدرة أقل عند دوران عمود الكرنك بسرعة منخفضة، وهناك أشكال مختلفة لتلك المضخات حيث تحتوي علي نظام ضغط ثابت يسمح بزيادة حجم شحنات الحقن بمعدل أكبر من الطبيعي لتسمح للشاحن العنفي المجهز به المحرك بتوليد طاقة أكبر في الظروف اللازمة.

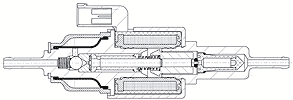
مضخة ديزل بمنظم قياس

وكل مضخات الحقن مُدمج معها مُنظم لقطع إمداد الوقود وذلك في حالة إذا كانت سرعة دوران عمود الكرنك تُعرض المحرك إلى خطر، حيث أن بعض أجزاء محرك الديزل لا تتعاطى مع السرعات العالية جدًا بشكل مناسب ويحدث بها عطل أو فشل إذا زادت السرعة بشكل أكبر من المسموح، وفي بعض المحركات ذات الصيانة الرديئة أو الرديئة يحدث استهلاك لزيت التشحيم ويحدث تسريب في علبة الكرنك مما يُسبب في زيادة سرعة المحرك حتي يتم تدميره، وهذا لأن معظم محركات الديزل تقوم بضبط سرعتها بواسطة التحكم في إمداد الوقود وليس لديها صمام خنق للتحكم في سحب الهواء.

## أنواع جديدة
يتم تطوير المضخات الميكانيكية تدريجيًا وذلك لمواكبة معايير الانبعاثات العالمية، و لزيادة الأداء والكفاءة، ومنذ تسعينيات القرن الماضي يتم تطوير المضخات حيث تم الوصول لمرحلة وسط بين التحكم الإلكتروني الكامل في المضخة والتحكم الميكانيكي الكامل حيث تم إضافة تحكم إلكتروني للقيام ببعض وظائف المضخة الدورانية لكن كان توقيت الحقن يتم التحكم فيه ميكانيكيًا وإدارتها بواسطة المحرك، وأول جيل من تلك المضخات تم استخدامها في المحركات رباعية وخماسية الاسطوانات من قبل فولكس فاجن وأودي وذلك قبل الانتقال إلي وحدة الحقن، وتلك المضخات كانت تُستخدم لتوفير تحكم بشكل أفضل في الحقن وتنقية لمحركات السيارت الديزل كما تغيرت من الحقن الغير مباشر إلى نظام أفضل كفاءة، ووحدة التحكم في المحرك يمكنه التحكم في المُنظِم الهيدروليكي للمحرك وذلك لتنقية أفضل، ومنذ ذلك الحين فهناك تغير شائع انتر في أنظمة السكك الحديد أنظمة وحدات الحاقن الموحد في المحركات، وهذا يسمح بتوليد ضغوط أعلي بكثير وبالتالي تحكم أفضل في حجوم الحواقن.